# Núp xuống, đồ ngu!
Núp xuống, đồ ngu! (tiếng Ý: Giù la testa !, tiếng Tây Ban Nha: ¡ Agáchate maldito !, tiếng Anh: Duck you sucker !) là một phim Viễn Tây nằm trong bộ ba Ngày xửa ngày xưa (Once upon a time trilogy) do Sergio Leone đạo diễn, xuất phẩm ngày 29 tháng 10 năm 1971 tại Ý.

## Nội dung
Bối cảnh thời Cách Mạng, tên du đãng Juan Miranda họp mấy bà vợ và hàng chục đứa con thành một đảng cướp chuyên trấn lột khách qua quốc lộ. Trong một lần vớ được chuyến xe chở toàn khách hạng sang, y bèn lột trần các quý ông rồi hiếp dâm một bà đứng tuổi. Bấy giờ, lại có một gã cưỡi xe gắn máy băng qua lối ấy, tưởng được món bở đến nơi, nào ngờ Juan bị gã giần cho một trận.
Tên y là John H. Mallory, một người cộng hòa Ireland, vì cách mạng thất bại mà chuồn sang Mễ lưu vong. John bèn rủ Juan đi cướp ngân hàng quốc gia Mesa Verde hòng có tiền dựng lại lực lượng cách mạng.
Quá trình thực thi mưu đồ dần gợi trong tâm khảm John hồi ức về tuổi trẻ nông nổi, người tình và những bạn bè bị người Anh sát hại.

## Kĩ thuật
Phim được quay chủ yếu tại Dublin, Castilla y León, Andalucía, Lazio tháng 07 năm 1970.

### Sản xuất
- Giám chế: Andrea Crisanti
- Dựng cảnh: Dario Micheli
- Phục trang: Franco Carretti, Luisa Buratti

### Diễn xuất
- Rod Steiger trong vai Juan Miranda, một người Mexico peon lãnh đạo một ban nhạc ngoài vòng pháp luật bao gồm hầu hết các con của mình. Anh không quan tâm đến cuộc cách mạng lúc đầu, nhưng trở nên tham gia sau cuộc gặp gỡ với John.
- James Coburn như John (Seán) H. Mallory, một chuyên gia về chất nổ và cách mạng Fvian. Muốn giết các lực lượng Anh ở Ireland, anh ta trốn sang Mexico và cuối cùng anh ta tham gia vào một cuộc cách mạng khác.
- Romolo Valli như Tiến sĩ Villega, một bác sĩ và chỉ huy của phong trào cách mạng Mesa Verde.
- Maria Monti trong vai Adelita, một nữ hành khách giàu có trên chiếc stagecoach bị Juan cướp đi vào đầu phim.
- Rik Battaglia như Tướng Santerna, một chỉ huy lãnh đạo quân đội cách mạng Mexico.
- Franco Graziosi như Thống đốc Don Jaime, thống đốc địa phương tham nhũng và chuyên chế.
- Antoine Saint-John như Đại tá Günther Ruiz, một chỉ huy tàn nhẫn chỉ huy một đội Liên bang; nhân vật phản diện chính của bộ phim.
- Vivienne Chandler là Coleen, bạn gái của John; chỉ xuất hiện trong hồi tưởng.
- David Warbeck như Nolan, bạn thân nhất của John, cũng là một người theo chủ nghĩa dân tộc Ailen; chỉ xuất hiện trong hồi tưởng.